# Giftzahn

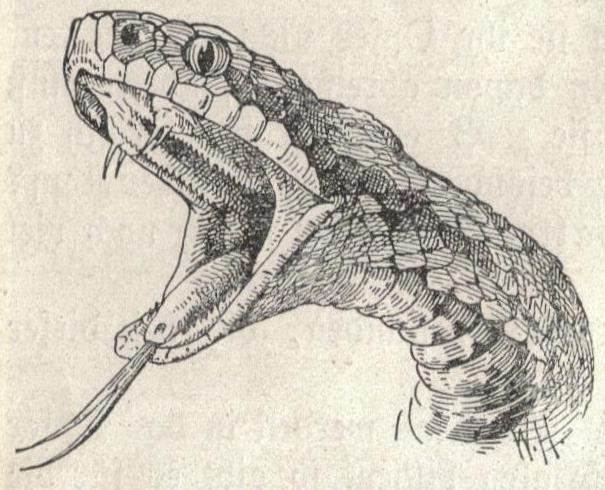
Kreuzotter (Vipera berus) mit aufgerichteten Giftzähnen

Giftzähne sind spezielle hohle Fangzähne, mit denen Giftschlangen ihrer Beute Gift einspritzen. Auch zur Verteidigung setzen sie den Giftbiss ein. Im Zahn ist ein Kanal ähnlich einer Injektionsnadel. An der Zahnbasis mündet der Ausgang der Giftdrüse, in der Nähe der Zahnspitze tritt ihr giftiges Sekret aus.
Während Seeschlangen (Familie Hydrophiidae) und Giftnattern (Elapidae)  relativ kurze, im Kiefer feststehende Giftzähne haben, sind die Fänge der Vipern (Viperidae) sehr lang und liegen bei geschlossenem Maul in Hauttaschen im Gaumen (den Zahnscheiden). Sie werden erst beim Öffnen des Mundes blitzschnell zum Biss „herausgeklappt“.
Da Schlangen typischerweise mit großer Schnelligkeit zustoßen, kann es leicht vorkommen, dass ein Giftzahn beim Biss ausgerissen wird. Ausgefallene oder stumpf gewordene Giftzähne werden daher regelmäßig durch neue ersetzt, die als „Ersatzzähne“ bereits in der Schleimhaut vorgebildet werden.

## Andere Tiere mit Giftzähnen
Außer den Giftschlangen gibt es nur zwei weitere giftige Reptiliengattungen, die Krustenechsen und der Komodowaran. Während Giftdrüse und Giftzahn bei den Schlangen beidseitig im Oberkiefer sitzen, befinden sie sich bei den Krustenechsen und Komodos im Unterkiefer. Auch sind ihre Zähne nicht hohl, so dass das Giftsekret durch sie injiziert werden kann, es fließt durch Furchen in den Zähnen in die Wunde. Um das zu erreichen, lässt die Krustenechse ihr Opfer nicht, wie die meisten Giftschlangen, schnell wieder los, sondern verbeißt sich darin, unter Umständen stundenlang.
Der Komodowaran löst sein Gift im eigenen Speichel. Dieser tritt bei einem Biss in die Wunde des Beutetiers ein.
Einige Spitzmausarten, wie die heimische Wasserspitzmaus, und der spitzmausartige Schlitzrüssler haben giftigen Speichel, der beim Biss in die Wunde gelangt. Spezielle Giftzähne haben sie jedoch nicht, im  Gegensatz zu der ausgestorbenen Spezies Bisonalveus browni, deren fossile Überreste in Nordamerika gefunden wurden. Die Eckzähne dieses kleinen Raubtiers wiesen eine tiefe Rinne von der Wurzel bis zur Spitze auf, ähnlich denen der afrikanischen Boomslang, weshalb man annimmt, dass durch sie ebenfalls ein Giftsekret floss.
Der Biss der Muräne galt früher als giftig, sie hat jedoch keine Giftzähne. Komplikationen bei Muränenbissen erklären sich durch bakterielle Infektion.
Sehr giftig ist hingegen der Biss des blaugeringelten Kraken oder Oktopus (Hapalochlaena), der an den Küsten Australiens, Indonesiens und Neuguineas vorkommt und mit seinem schnabelartigen Beißwerkzeug ein Nervengift abgibt, das an Wirksamkeit alle Schlangengifte übertrifft.
Die Kieferklauen (Cheliceren) der Spinnentiere sind keine Zähne, sondern umgebildete Extremitäten, in ihrer Funktion entsprechen sie den Giftzähnen der Schlangen.